# Focus fusion
(Plasma) Focus Fusion is een manier om elektriciteit op te wekken met een apparaat dat bekendstaat onder de Engelse benaming Dense Plasma Focus (DPF). Voor Focus Fusion, specifiek, wordt de DPF ingezet als een kernfusie generator, waarbij gebruik wordt gemaakt van protonen en Boor-11 ionen als fusie brandstof (pB11).
De pB11 fusie reactie is:
{\displaystyle p+{}^{11}\!B\to 3~{}^{4}\!He+8.7\mathrm {M} \mathrm {e} \mathrm {V} }
Dit is een aneutronische fusie reactie.
Een groot verschil tussen een gewone DPF en de Focus Fusion DPF is de toevoeging van een elektrische spoel rond de elektrode. Deze spoel wekt een magnetisch veld op dat extra draaimoment aan het plasma meegeeft tijdens een puls. Dit extra draaimoment zorgt ervoor dat de magnetische opsluiting van de ionen in het plasma een orde-grootte verbetert ten opzichte van de gewone DPF. De betere magnetische opsluiting en de hogere thermische efficiëntie hebben tot gevolg dat het plasma langer heet blijft en dus meer energie oplevert per puls.
De eerste fase van het Focus Fusion testprogramma is naar verwachting eind 2010 of begin 2011 klaar. Dit zal uitsluitsel moeten geven over de vraag of deze technologie al dan niet in staat is om, per puls, meer energie op te wekken dan er moet worden ingestopt. Als dit haalbaar blijkt zal men, in een tweede fase, proberen de machine op te schalen naar enkele tientallen tot honderden pulsen per seconde zodat de DPF kan worden ingezet als kernfusie generator voor de opwekking van elektriciteit.

## Gerelateerd onderzoek in Nederland
In Nederland heeft Convectron in de jaren 80 een idee onderzocht dat, qua doelstelling en concept, lijkt op Focus fusion.